# Breguet 26T
Le Breguet 26T est un avion de transport français conçu durant les années 1920.

## Historique

### Développement
Fin 1925, les ingénieurs de la Société anonyme des ateliers d’aviation Louis Breguet ont l'idée de développer un avion de transport à partir du bombardier Breguet 19. Pour cela ils conservent une grande partie de l'avion : fuselage, ailes, train d'atterrissage et empennage.
Le nouvel avion reçoit la désignation de Breguet 26T. Son prototype réalise son premier vol en 1926. Il est suivi un an plus tard du premier exemplaire de série. Six exemplaires sont produits, dont seulement deux par Breguet, les autres sous licences espagnole et japonaise par les avionneurs CASA et Nakajima qui produisent chacun deux avions.

### En service
Le premier Breguet 26T de série vole entre 1927 et 1933 au sein de la compagnie aérienne Air Union sur des liaisons aériennes intérieures entre Paris, Lyon, et Marseille. Cet exemplaire est ensuite vendu à Air France qui l'utilise entre 1933 et 1936 sur la liaison Paris-Bordeaux.
Les deux avions construits par CASA sont livrés à la compagnie aérienne Iberia Líneas Aéreas de España qui les exploite entre 1927 et le début de la guerre civile où ils tombent entre les mains des forces républicaines et sont utilisés pour le transport aérien militaire ; on ignore leur sort final.
L'Aéronautique militaire fait l'acquisition, en 1928, de deux exemplaires destinés à des missions d'évacuation sanitaire. Camouflés ces avions sont néanmoins porteurs du logotype de la Croix-Rouge ; ils sont conservés par l'Armée de l'air lors de sa fondation en 1934 en aéronautique. Capables de transporter quatre blessés et un infirmier, ces deux machines restent en service jusqu'au début de l'année 1940.
L'utilisation exacte des deux avions construits au Japon demeure inconnue.

#### Utilisateurs civils
- Espagne
  - Iberia.
- France
  - Air France.
  - Air Union.

#### Utilisateurs militaires
- Espagne
  - Forces républicaines.
- France
  - Aéronautique militaire.
  - Armée de l'air.

## Aspects techniques

### Description
Le Breguet 26T se présente sous la forme d'un biplan d'envergure inégale construit en bois entoilé et Duralumin. Sa propulsion est assurée par deux types différents de moteurs suivant le modèle ; soit un moteur en étoile Bristol Jupiter 9 de 380 chevaux construit sous licence française par Gnome et Rhône, soit un Lorraine-Dietrich à douze cylindres en W type 12Eb de 450 chevaux. Malgré leurs différences notables ces deux moteurs entraînent une même hélice bipale en bois.
L'avion dispose d'un train d'atterrissage classique fixe doté d'une roulette de queue.
Le cockpit est prévu pour un équipage de trois membres : pilote et copilote ainsi qu'un navigateur qui prend place derrière ses collègues. La cabine permet l'accueil de six passagers.

### Versions

#### Désignations
- Breguet 26T : Désignation portée par l'ensemble des avions civils.
  - Breguet 26TS : Désignation portée par les deux avions de transport sanitaire utilisés par l'Aéronautique militaire française.

#### Aéronefs connexes
- Breguet 280T : Version modernisée et produite à 19 exemplaires.

## Sources

### Sources bibliographiques
- Michel Marmin, Encyclopédie "Toute l'aviation", Editions Atlas, 1993.
- Pierre Gaillard, Les avions de transport civil français, Clichy, éditions Larivière, coll. « Minidocavia » (no 3), 1998, 51 p. (ISBN 978-2-907051-08-8, OCLC 496560019).
- (en) François Besse, Les avions en 1001 photos, Paris, Solar, coll. « 1001 photos », 2006, 463 p. (ISBN 978-2-263-04215-7, OCLC 421611089).
- Édouard Chemel et Jacques Legrand (dir.), Chronique de l'aviation, Paris, Éditions Chronique, 1991, 984 p. (ISBN 2-905969-51-2 et 978-2-905-96951-4)

### Sources internet
- Le Breguet 26T sur le site Aviafrance.